# 布朗扎克-波尔舍雷斯
布朗扎克-波尔舍雷斯（法語：Blanzac-Porcheresse，法語發音：[blɑ̃zak pɔʁʃəʁɛs]）是法国夏朗德省的一个旧市镇，属于干邑区。布朗扎克-波尔舍雷斯于1972年由原市镇布朗扎克（Blanzac）和波尔舍雷斯（Porcheresse）合并而成。2017年，布朗扎克-波尔舍雷斯与临近市镇克雷萨克-圣热尼合并为新市镇科托迪布朗扎凯，新市镇行政中心位于布朗扎克-波尔舍雷斯。

## 地理
布朗扎克-波尔舍雷斯（45°28'35"N, 0°1'54"E）面积10.84 平方千米，位于法国新阿基坦大区夏朗德省，该省份为法国西部内陆省份，北起德塞夫勒省和维埃纳省，东临上维埃纳省，东南至多尔多涅省，南至多爾多涅省，西接滨海夏朗德省。
与布朗扎克-波尔舍雷斯接壤的市镇（或旧市镇、城区）包括：欧布维尔、贝什雷斯、贝萨克、香槟维尼、克雷萨克-圣热尼、佩勒伊、佩里尼亚克、圣奥莱拉沙佩尔、圣莱热。
布朗扎克-波尔舍雷斯的时区为UTC+01:00、UTC+02:00（夏令时）。

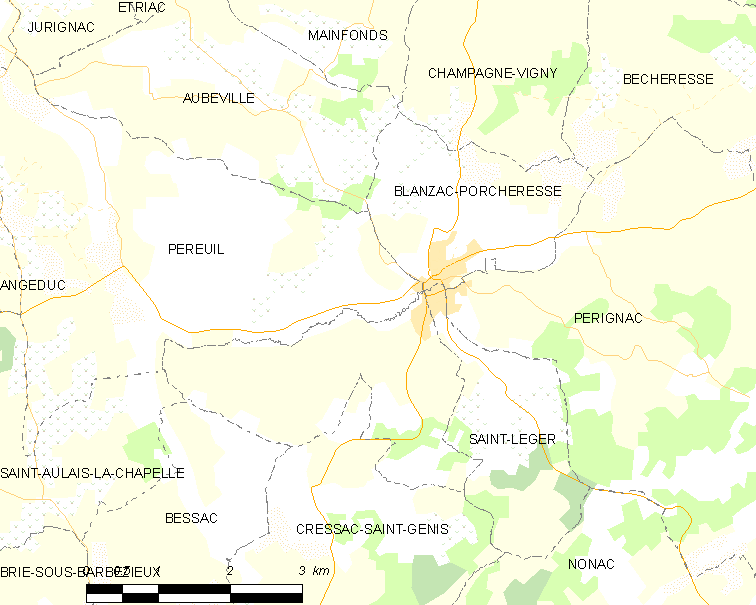
布朗扎克-波尔舍雷斯的OSM定位图

## 行政
布朗扎克-波尔舍雷斯的邮政编码为16250，INSEE市镇编码为16046。

## 政治
布朗扎克-波尔舍雷斯所属的省级选区为夏朗德南县。

## 人口

1962-2008年间布朗扎克-波尔舍雷斯人口变化图示

布朗扎克-波尔舍雷斯于2018年1月1日时的人口数量为733人。